# St. Johann Baptist und Michael (Egmating)

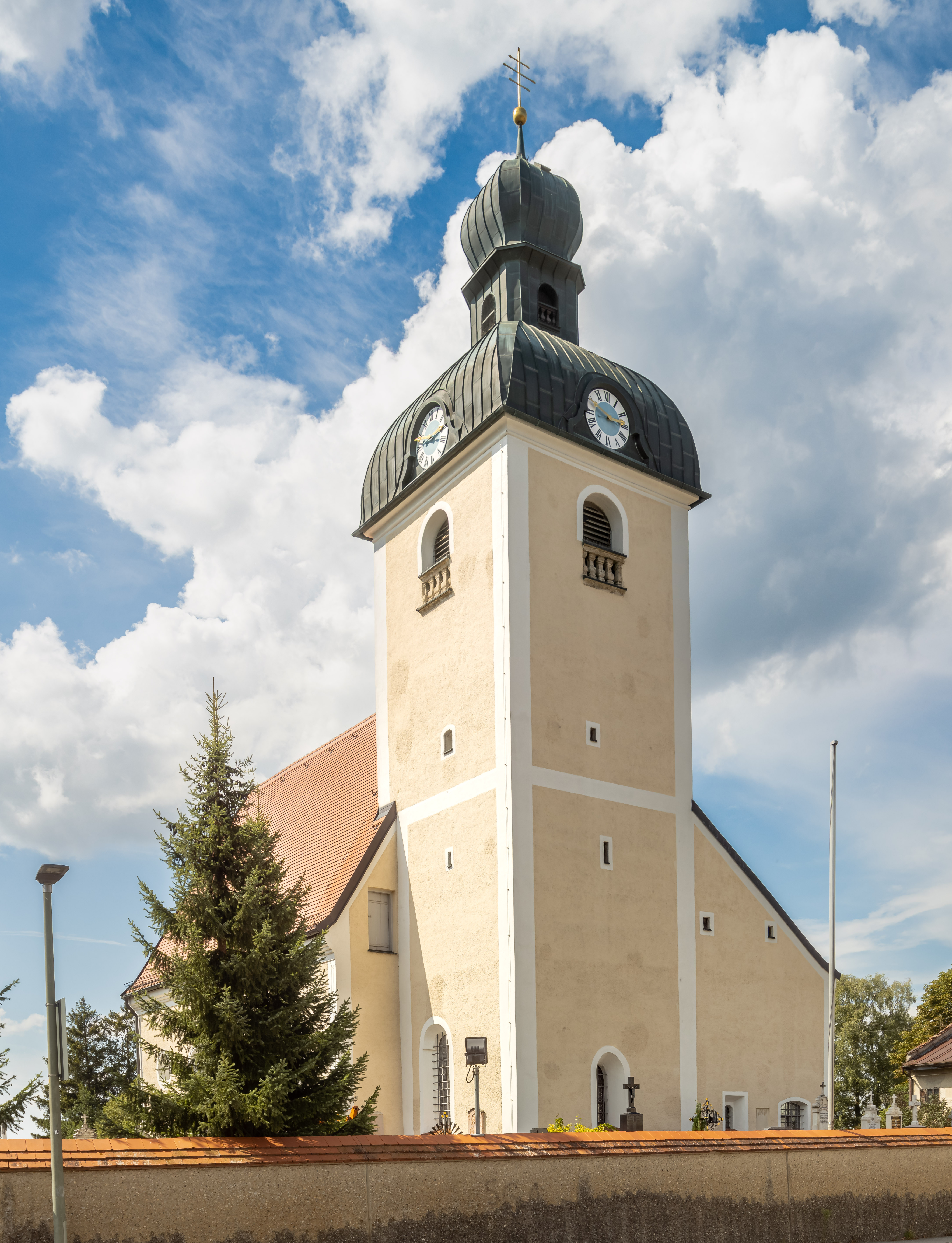
Pfarrkirche St. Johann Baptist in Egmating von Südosten (2022)

Die Kirche  St. Johann Baptist und Michael in Egmating im bayerischen Landkreis Ebersberg ist eine römisch-katholische Pfarrkirche.
Der um das Jahr 1150 oder um 1200 errichtete romanische steinerne Kirchenbau ist als Baudenkmal geschützt und weist eine Länge von 16,30 m sowie eine Breite von 10,30 m auf. Der Turm steht auf einer Grundfläche von 6,20 m mal 6,20 m und hat eine Höhe von 33 m. Der Bau liegt auf dem höchsten Punkt des letzten welligen Moränenausläufers und überblickt von dort nach Westen die sich anschließende Münchner Schotterebene. Bis zum Jahr 1846 führte eine Brücke vom Schloss Egmating zu der Kirchenanlage. Kirche und Schloss im Verbund stellen das gewachsene Zentrum Egmatings dar.
Die Pfarrei Egmating gehört zum Erzbistum München und Freising. Früher hatte die Pfarrei Egmating größere strukturelle Bedeutung. 1315 gehörten zum Dekanat Ehmuetingen – so wurde Egmating in dem Dokument geschrieben – die sechs nachstehenden Pfarreien jeweils mit ihren Filialkirchen: Egmating, Hohenbrunn, Zorneding, Anzing, Landsham und Neuching. Hinzu kam, dass der Pfarrei Egmating die Filialkirchen Pframmern, Kreuz und Münster, Schlacht und eine Holzkirche in Lindach unterstanden.

## Kirchenpatron St. Johann Baptist und Michael

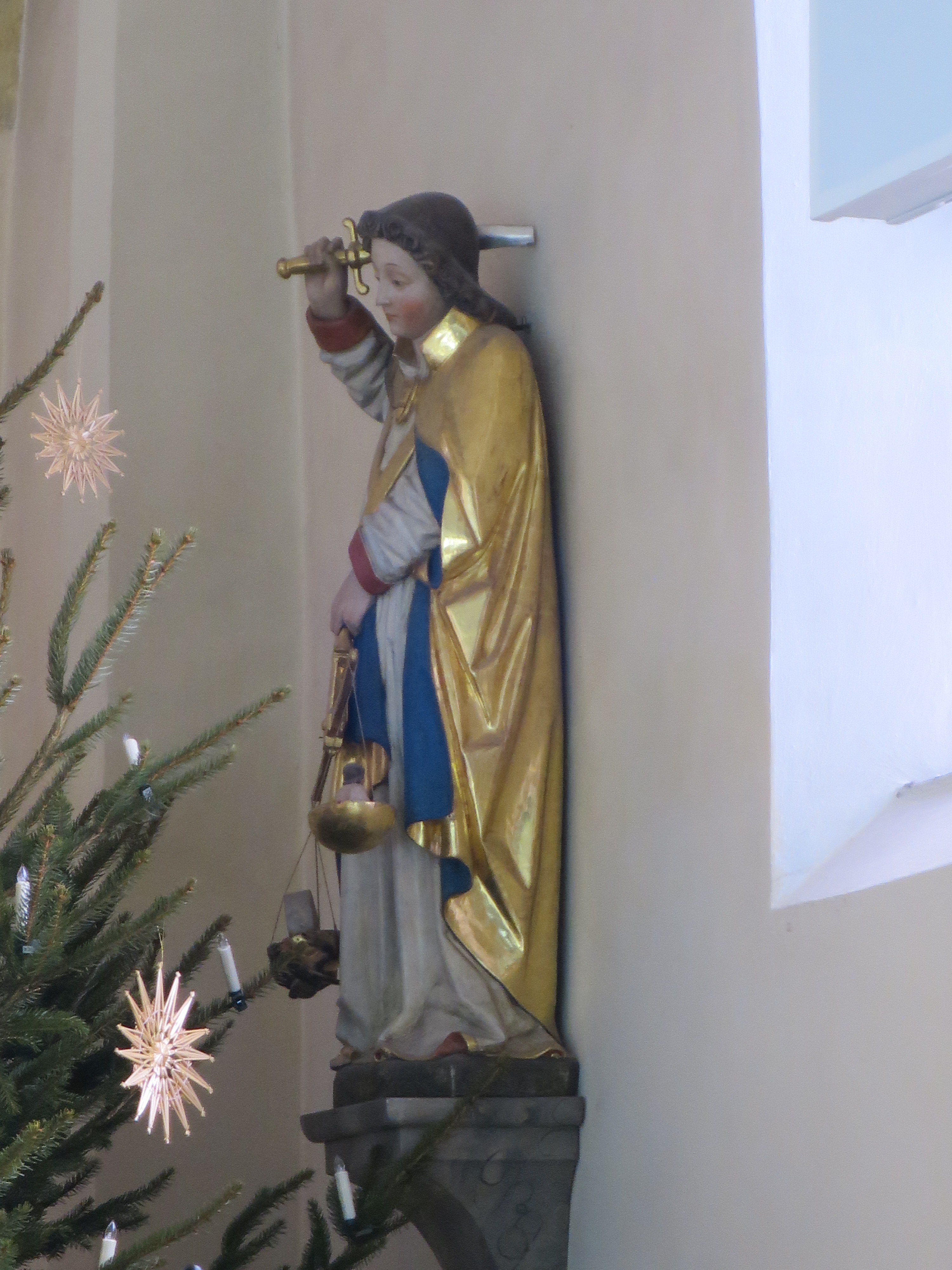
Erzengel Michael

Seit Beginn des 16. Jahrhunderts wird als Kirchenpatron der hl. Johannes der Täufer resp. St. Johann Baptist erwähnt. Diesen Namen trägt die Kirche heute noch. Eine entsprechend prominent platzierte Johannesfigur steht auf dem rechten Seitenaltar, der auch dem heiligen Johannes gewidmet ist.
An der Südwand des Chorraums befindet sich eine Figur des heiligen Michael. Früher standen beide Figuren im Hochaltar. Im „Kuchelholzbuch“ von 1517 ist nur der heilige Michael als Schutzpatron der Kirche genannt. In den darauffolgenden Jahrhunderten wird in Beschreibungen und Verzeichnissen der Name St. Johann Baptist oder der Doppelname St. Johann Baptist und St. Michael erwähnt. Der Grund der Nennung des St. Michael geriet über die Jahrhunderte in Vergessenheit. Das erzbischöfliche Ordinariat hielt die Nennung des heiligen Michael in den Beschreibungen und Verzeichnissen in der Folge für zufällig, weshalb es am 1. März 1941 das Doppelpatrozinium für rechtswidrig erklärte. Seitdem trug die Pfarrkirche den Namen St. Johann Baptist. 2003 wurde im Zuge von Renovierungsarbeiten ein Brief vom 12. Mai 1514 im Hauptaltar entdeckt. Der Brief erklärte, dass der Weihbischof Matthias Schach – um 1500 Prior des Kartäuserklosters Prüll bei Regensburg – den Hauptaltar im Jahr 1514 dem Erzengel Michael widmete. Das Erzbistum München und Freising führt die Egmatinger Pfarrkirche nunmehr wieder unter dem Doppelnamen St. Johann Baptist und Michael. Auch das Bayerische Landesamt für Denkmalpflege führt das Baudenkmal unter diesem Namen.

## Geschichte des Standortes bis zur Erbauung des steinernen Kirchenbaus

### Bronzezeit
Kreisheimatpfleger Thomas Warg vermutet, dass es eine bronzezeitliche unbefestigte Handelsroute auf der Hangkante entlang der Münchner Schotterebene gab, die vermutlich von Kleinhelfendorf über Aying, Egmating, Orthofen, Oberpframmern nach Norden führte. Auf dieser Hangkante liegt auch der Standort der Kirche.

### Keltische Siedler
Das Gebiet um Egmating war spätestens ab 500 vor Christus von den Kelten besiedelt, allerdings wurde die keltische Kultur in der Römerzeit völlig aufgesogen. Hinweise auf eine keltische Besiedlung des konkreten Kirchenstandortes sind nicht bekannt.

### Römische Siedler

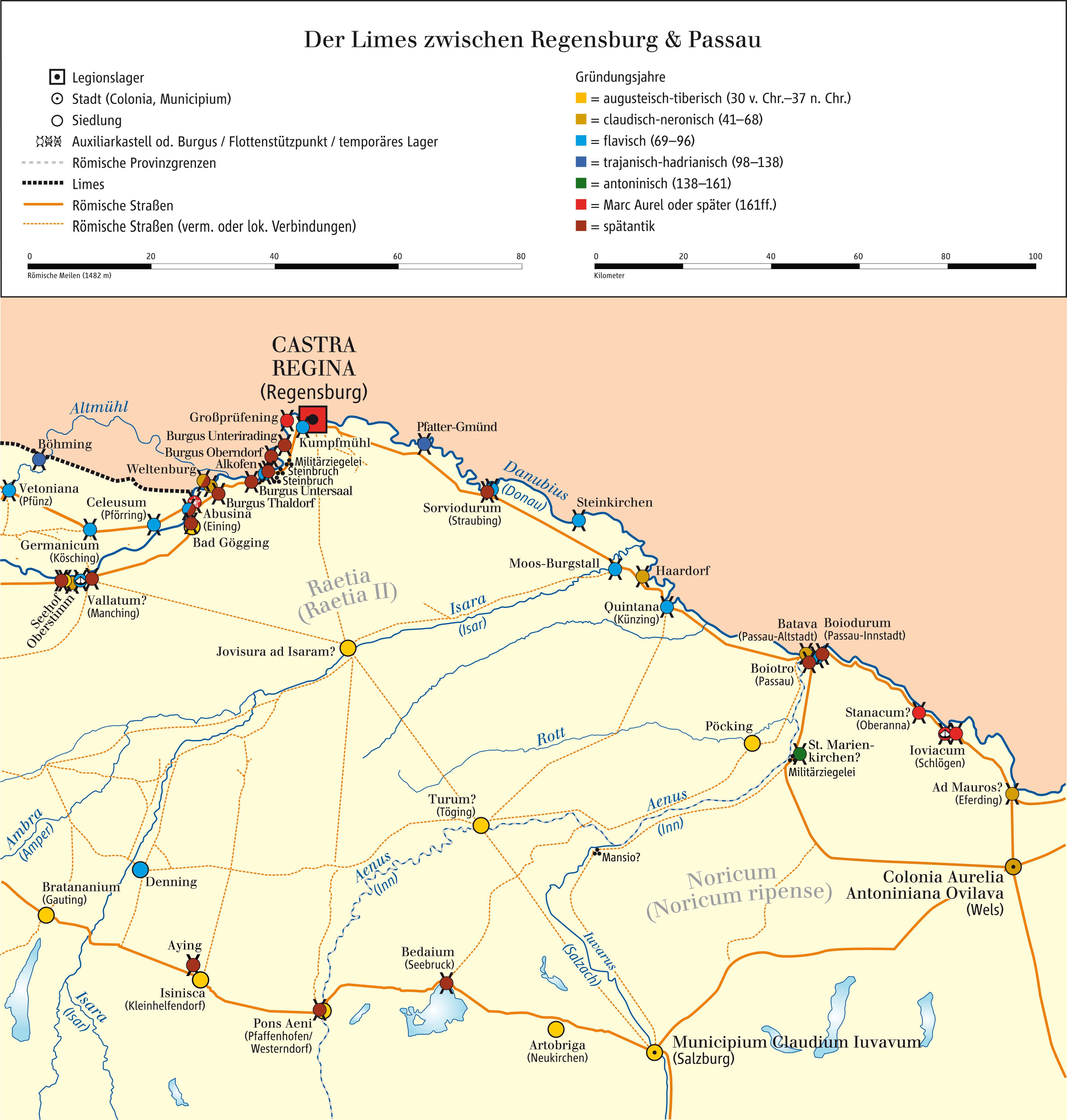
Rätischer Donaulimes

Eine große befestigte römische Militärstraße, die sogenannte Via Julia, führt auf dem Weg von Augsburg nach Salzburg durch Kleinhelfendorf, wenige Kilometer südlich von Egmating, in Ost-West-Richtung. In unmittelbarer Nähe zu Kleinhelfendorf liegt das Römerkastell bzw. die Straßenstation „Isinisca“. Von dort zweigte sehr wahrscheinlich eine kleinere Straße nach Norden in Richtung Regensburg ab. Der Heimatforscher und Kreisheimatpfleger Thomas Warg ist sich sicher, dass es eine solche Straße gab und diese mit großer Wahrscheinlichkeit von „Isinisca“ über Aying, Egmating, Orthofen, Oberpframmern, Pöring, Zorneding und Anzing nach Neufarn und schlussendlich nach Regensburg führte. Eindeutige Nachweise der Straßen wurden jedoch nicht gefunden, weshalb ihre Existenz nicht belegt ist. Thomas Warg vermutet, dass es daran liege, dass es sich bei dieser Straße um den vorgenannten bronzezeitlichen Handelsweg auf der Hangkante der Endmoräne handelte, der es nicht erforderlich machte, ihn durch den römischen Schichtbau zu ersetzen, weshalb kein Straßenbauwerk auffindbar ist. Dass es eine bedeutende Route in dieser Gegend gegeben haben muss, belegen starke Indizien. So berichtet der Bischof Arbeo von Freising, dass 652 der heilige Emmeram von Regensburg auf seiner Reise von Regensburg nach Rom in Kleinhelfendorf gemartert worden sei. Auch die vielen Fiskalgüter, Schlösser und Ämter, die sich auf der vermuteten Straßenführung befanden, sprechen als starkes Indiz für die herausragende strukturelle Bedeutung der Straße.
Durch Funde und Ausgrabungen ist belegt, dass es etwa 150 m westlich und damit hangabwärts der Kirche St. Johann Baptist und Michael an einem zwischenzeitlich versiegten Bach eine römische Siedlung aus der römischen Kaiserzeit gab. Der Egmatinger Pfarrer Kurt Riemhofer berichtet, dass es auf dem Standort des Kirchturms vermutlich zusätzlich ein kleines römisches Militärlager mit Wehr- bzw. Aussichtsturm in Holzbauweise gab. Zugrunde gelegt, dass der Kirchenstandort vermutlich an einer bedeutenden römischen Straße lag, es bereits eine frühe Besiedlung – keltisch und römisch – gab und sich der Standort auf dem höchsten Punkt der letzten Anhöhe vor der Münchner Schotterebene mit herausragender strategischer Weitsicht befindet, drängt sich diese Vermutung geradezu auf.

### Germanische Siedler
Die sogenannten „ing“-Orte – wie Egmating einer ist – weisen auf die ältesten germanischen Ortsnamen hin. Sie drücken im Allgemeinen den Führungsanspruch eines Herren über einen Personenverband aus. Die „ing“-Orte sind als „bei den Leuten des …“ zu verstehen, im vorliegenden Fall bei den Leuten des Ehamot – Ehamotinga. Schriftliche Überlieferungen hierzu gibt es nicht. Ohne dass es sich beweisen ließe, wird aufgrund des Ortsnamens angenommen, dass eine Besiedlung des Ortes spätestens in den ersten Jahrhunderten nach Christus erfolgte. Der Historiker Michael Holzmann deutet die sprachliche Herkunft der „ing“-Orte auf dieselbe Weise, ordnet sie zeitlich allerdings bayernweit der Völkerwanderung nach dem Niedergang des römischen Reiches im 5. Jahrhundert nach Christus zu. Zu dieser Zeit nach dem Abzug der Römer migrierten einige germanische Stämme von nördlich der Donau sowie östlich des Rheins auf das Gebiet des heutigen Freistaates Bayern und ließen sich dort nieder (siehe auch Geschichte der Bajuwaren). Heute gibt es etwa 45.000 Orte mit „ing“ im Namen in Bayern.

### Frühmittelalter
Eine erste urkundliche Erwähnung des Ortes und eines Kirchenstandortes aus dem Jahre 802 finden sich in den „Freisinger Akten“ bzw. den „Freisinger Matrikeln“. Die Urkunde bezeugt eine Schenkung des Priesters Adalfried an das Freisinger Bistum. Der Priester verschenkte seinen Besitz in Egmating und in Kreuzpullach für das Seelenheil seiner Eltern und seiner Brüder. Es lässt sich daher zwanglos vermuten, dass es einen Vorgängerbau der heute noch existierenden Steinkirche in Holzbauweise gab. Die Liste der Bodendenkmäler des bayerischen Landesamtes für Denkmalpflege spricht von untertägigen mittelalterlichen und frühneuzeitlichen Befunden im Bereich der Kath. Pfarrkirche St. Johann Baptist und Michael in Egmating und ihrer Vorgängerbauten. Genaueres zu Art und Gestalt dieser Vorgängerbauten ist allerdings nicht belegt.

## Baugeschichte des steinernen Kirchenbaus

### Romanik

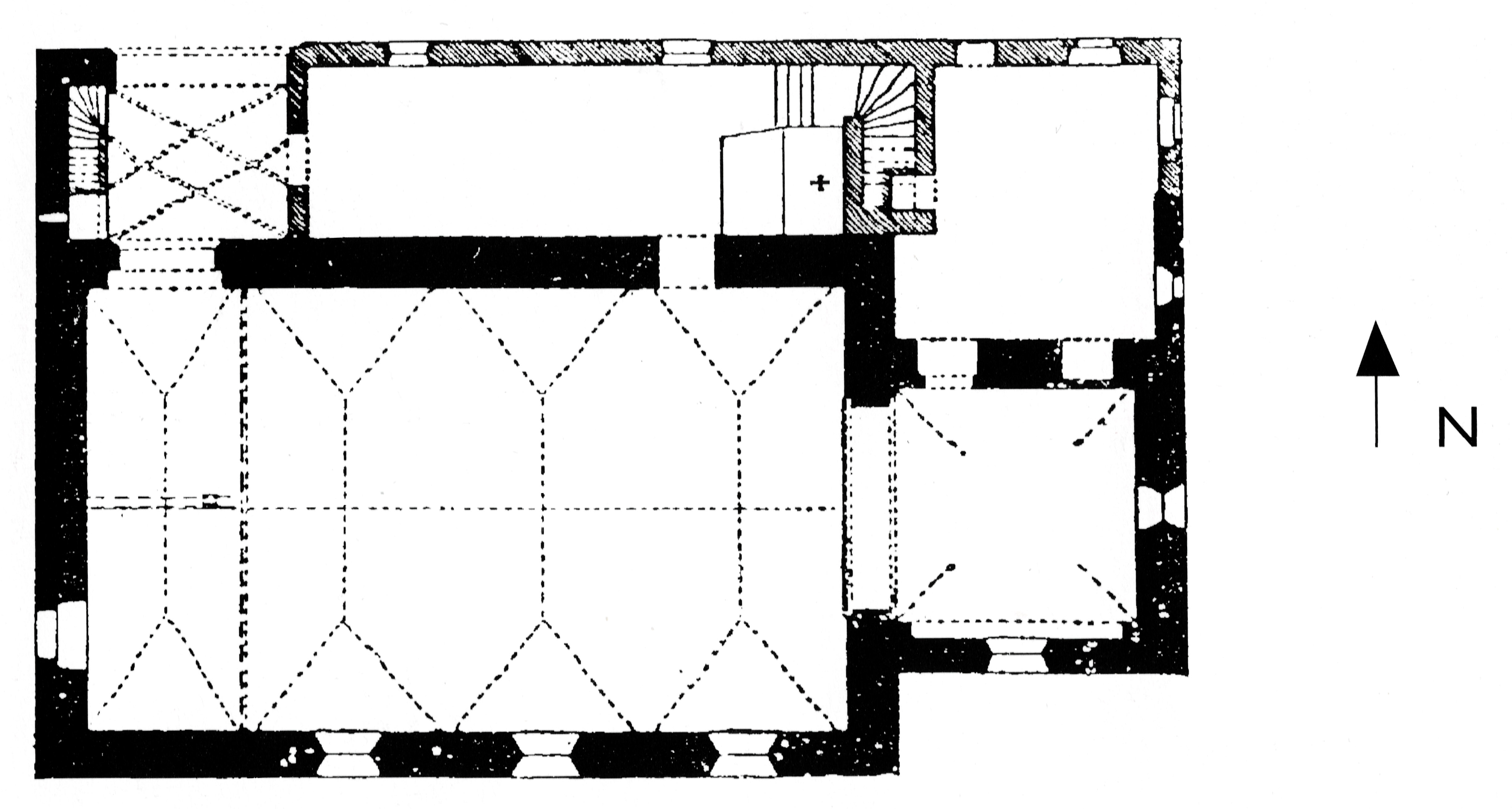
Der heutige Grundriss der Pfarrkirche

Bei dem um das Jahr 1150 oder 1200 entstandenen und bis heute in großen Teilen erhaltenen romanischen Bau handelt es sich um eine sogenannte Chorturmkirche. Sie zeichnet sich – für die Romanik typisch – dadurch aus, dass sich der Chorraum im untersten Geschoss des Kirchturms befindet. Der Turm ist nach Osten ausgerichtet. Charakteristisch für die romanische Bauweise sind neben Rundbögen auch die dicken Grundmauern von Langhaus und Turm sowie wenige kleine Fenster, durch welche der Innenraum nur schwach beleuchtet wird. An der südlichen Kirchenfassade konnten noch im Jahr 1994 – besonders auf der Empore – die Konturen mehrerer romanischer Schlitzfenster entdeckt werden. Die Kirche wird durch den Haupteingang auf der Nordseite, welche bei romanischen Bauten die beliebte Eingangsseite war, betreten. Bei Renovierungen Mitte der 1950er Jahre konnten am Westgiebel des Langhauses und an der Westwand des Turms Spuren von ursprünglich zwei Seitenschiffen entdeckt werden. Dies deutet darauf hin, dass es sich bei dem Bau ursprünglich um eine stattliche und einem Dekanat würdige dreischiffige Basilika handelte.

### Gotik
Bei den Renovierungsarbeiten entdeckten die Bauforscher auch Spuren von Anläufen mindestens zweier älterer Dachstühle. Der romanische Dachstuhl mit einer Dachneigung von 45° wurde wohl durch einen Brand zerstört und in gotischer Bauweise wiederaufgebaut. Dieser gotische Dachstuhl brannte ebenfalls ab. An einem Balken auf der Südseite des Dachstuhls ist die Jahreszahl 1618 eingeschrieben. Als der Dachstuhl – wohl um das Jahr 1618 – (wieder)-aufgebaut wurde, erhöhten die Baumeister die Mauern des Langhauses in Backstein um ca. 2,5 m und erstellten den heutigen Dachstuhl mit einer Dachneigung von 51°. Zweck dieser Erhöhung war der Umbau der zuvor flach gedeckten Innendecke in eine gotische Deckenarchitektur mit hohem gotischem Kreuzrippengewölbe, das heute noch sichtbar ist.
Das Portal auf der Nordseite wurde im 15. Jahrhundert gotisch verändert. Anfang des 17. Jahrhunderts ließen die Schlossherren der Hofmark Egmating – die Adelsfamilie Schrenck – einen Anbau als Grablege auf der Nordseite des Langhauses errichten. Dieser Anbau auf der Nordseite ist noch teilweise in Form des Gewölbes in der Vorderhalle erhalten. Anders als bei einem Seitenschiff ist der Anbau durch die Außenwand vom Inneren des Langhauses getrennt und nur über zwei Türen verbunden. An einige Mitglieder der Adelsfamilie erinnern heute noch drei rote Marmorplatten, die in die Nordwand des Anbaus eingemauert sind. Durch den bloßen einseitigen Anbau verliert das Langhaus seine ursprüngliche Symmetrie, da der Turm nicht mehr zentrisch auf der östlichen Stirnseite steht und sich die Dachneigungen von Langhaus und Anbau unterscheiden. Der Anbau war bis zum Jahr 1846 durch eine Brücke mit dem Schloss Egmating verbunden. Dieser Überweg ermöglichte vermutlich den Schlossbewohnern einen ungehinderten Zugang zur Pfarrkirche. Die Schlossbewohner konnten in einer kleinen privaten Kapelle im Anbau über der Sakristei durch ein mit Naturholz eingerahmtes Fenster dem Gottesdienst beiwohnen. Obwohl die Brücke vom Schloss zu der Kapelle nicht mehr existiert, ist das Fenster heute noch vorhanden. Es befindet sich in der Nordwand des Chorraums einige Meter über dem Boden.

### Barock

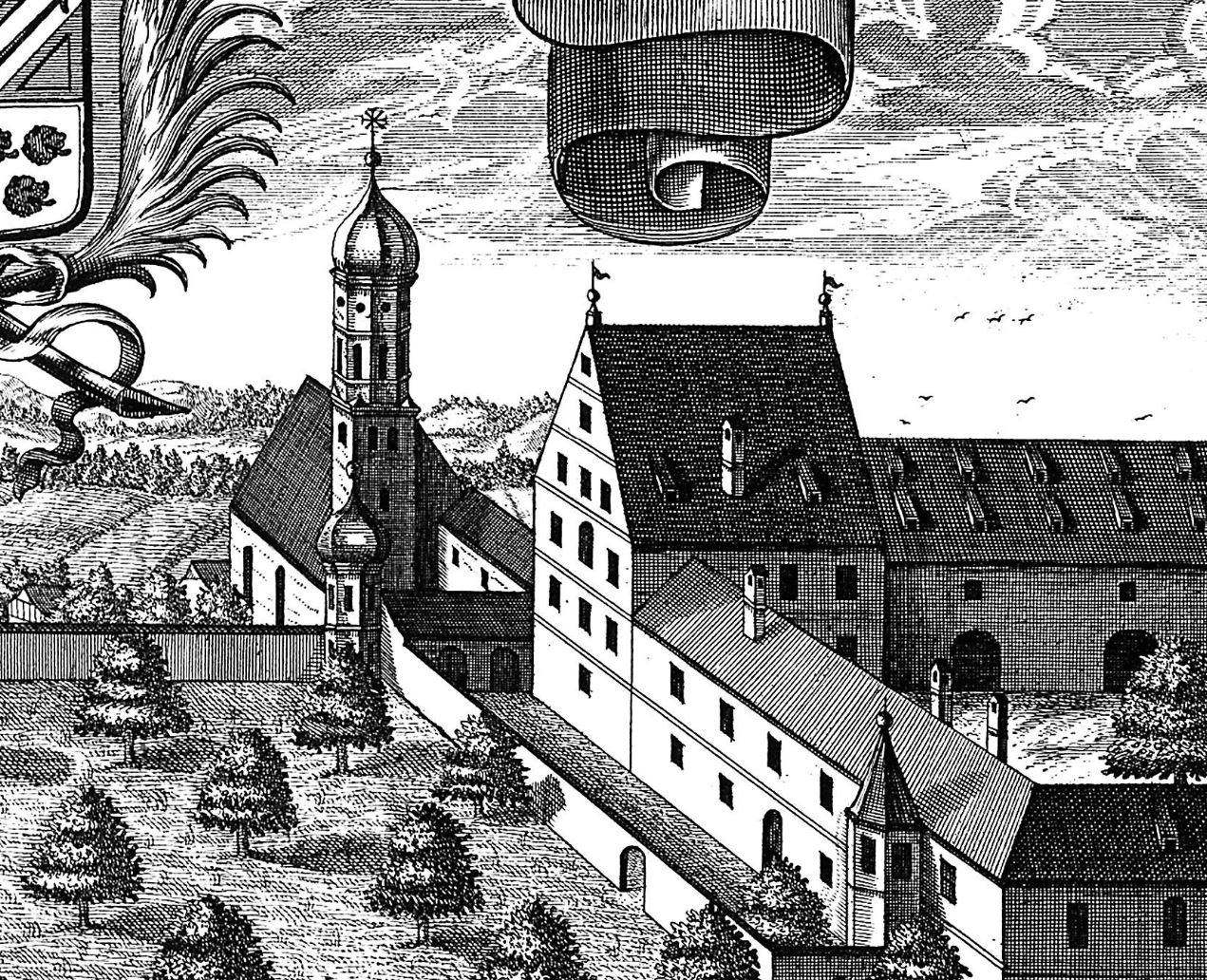
Michael Wening: Schloß E(g)mating; Kupferstich (1696–1701)

Michael Wening, der Hofkupferstecher des bayerischen Herzogs und Kurfürsten Max II. Emanuel, fertigte zwischen 1696 und 1701 während seiner Tätigkeit für den Herzog zwei Kupferstiche der Hofmark Egmating an. Wening ist bekannt für die Exaktheit seiner Werke, soweit er sie selbst vor Ort fertigte. Andere Werke fertigte er allerdings in seiner Werkstatt auf Basis älterer teils ungenauerer Zeichnungen und Grafiken an. In beiden Fällen entschloss sich Wening mitunter auch zu idealisierenden Abbildungen, beispielsweise hinsichtlich des Zustandes der Bausubstanz und der Gartenanlagen. Beide Kupferstiche des Schlosses zeigen auch die Pfarrkirche St. Johann Baptist und Michael sowie die Brücke zwischen Schloss und Kirche. Darüber hinaus zeigen beide Kupferstiche den Kirchturm mit rechteckigem Unterbau, achteckigen Oberbau und einer klassischen Zwiebelhaube als Abschluss. Der rechteckige Unterbau existiert noch heute. Der achteckige Oberbau und die Zwiebelhaube sind nicht mehr vorhanden. Die Zwiebelhaube ist ein klassisches Erkennungsmerkmal barocker Dorfkirchtürme zwischen ca. 1600 und dem Beginn des Rokoko um das Jahr 1730. Die auf Wenings Kupferstichen abgebildete Kombination aus rechteckigem Unterbau, achteckigem Oberbau und Zwiebelhaube erfreute sich in der Region und insbesondere in den Nachbargemeinden Egmatings größter Beliebtheit, wie die lange Liste an Vertretern dieser Kirchturmgestaltungen aus dieser Zeit verrät:
- St. Emmeram Kleinhelfendorf 1631
- St. Maria Weiterskirchen 1642[16]
- St. Andreas Aying 1655
- St. Andreas[17] Oberpframmern 1678[17]
- St. Stephanus[18] Hohenbrunn 1680[18] oder 1724[18]
- St. Peter Siegertsbrunn 1681
- St. Peter und Paul Faistenhaar 1683–1735[19]
- St. Peter[20] Buch 1687[20]
- St. Nikolaus[21] Peiß 1696[21]
- St. Martin Zorneding 1719–1723
- Heilig Kreuz Hofolding 1723[22]
- Mariä Himmelfahrt[23] Frauenreuth 1723[23][24]
- St. Coloman[25] Kirchseeon Dorf 18. Jahrhundert[25]

Die Beliebtheit der vielfach verwendeten Turmgestaltung in der Region spricht für die Plausibilität der Darstellung des Turmoberbaus. Auch zeitlich ist es nicht auszuschließen, dass die Baumeister etwa bei den Baumaßnahmen am Dachstuhl des Langhauses im Jahre 1618 diese Turmgestaltung ausführten. Daneben spricht die Exaktheit anderer Werke des Michael Wening für die Plausibilität. Zusätzlich ist der Turm auf beiden Kupferstichen in gleicher Ausführung abgebildet.
Zweifel an der Exaktheit der Darstellung schüren allerdings Lage, Größe und Formen der Fenster in Turmunterbau und Langhaus. Da beide Kupferstiche dieselben nicht – mehr – zutreffenden Merkmale der Kirche in unterschiedlicher Detailtiefe darstellen, liegt die Vermutung nahe, dass es sich um dasselbe Motiv handelte, das Wening bei beiden Kupferstichen mit marginalen Änderungen von einer älteren Zeichnung übernahm. Auch die Gesamtproportionen von Turmunterbau und Langhaus sowie der Abstand zum Schloss werfen Fragen auf. Da der achtseitige Oberbau an den rechteckigen Turmunterbau auf den Kupferstichen nahezu unmittelbar abschließt, müsste der Aufbau und die Zwiebelhaube den Proportionen der 6,20 m mal 6,20 m großen Grundfläche des Turmunterbaus folgend im Verhältnis zu den Kirchtürmen in der Umgebung enorm gewesen sein. Es ist daher nicht auszuschließen, dass es sich bei den Darstellungen des Turmoberbaus auf den Kupferstichen des Michael Wening um eine idealisierte Darstellung oder um eine ungenaue Übertragung handelt.
Ob es den achteckigen Oberbau mit Zwiebelhaube in der abgebildeten oder in anderer Form gab, aus welchem Material er bestand und der Grund für sein heutiges Fehlen sind nicht bekannt.

### Rokoko
Der Glonner Zimmermeister Ferdinand Ehamb (andere Schreibweise Ferdinand Beham) setzte im Jahre 1783 die heute vorhandene geschwungene Haube mit Laterne und darauf sitzender kleiner Zwiebelhaube auf den romanischen Turmunterbau. Die stilistische Kombination des massig und gedrungen wirkenden wehrturmartigen romanischen Turmunterbaus mit der üblicherweise auf schlanken hohen Türmen des Hochbarocks aufsitzenden geschwungenen Haube gibt dem Kirchturm eine einzigartige äußere Erscheinung. Diese gewachsene außergewöhnliche Gestaltung des Turms und der die Symmetrie bestimmende einseitige Anbau sind besonderes und außergewöhnliches äußeres Alleinstellungsmerkmal der Pfarrkirche St. Johann Baptist und Michael.

### Bis zur Gegenwart
1846 wurde die Brücke, die vom Schloss Egmating oberirdisch zum Nordanbau der Kirche führte, entfernt. Die Turmuhr wurde 1897 von Johann Manhardt aus München eingebaut. Mitte der 1950er Jahre, 1976–1978 und 2003 fanden Renovierungsarbeiten am Kirchenbau statt.

## Ausstattung

### Chorraum

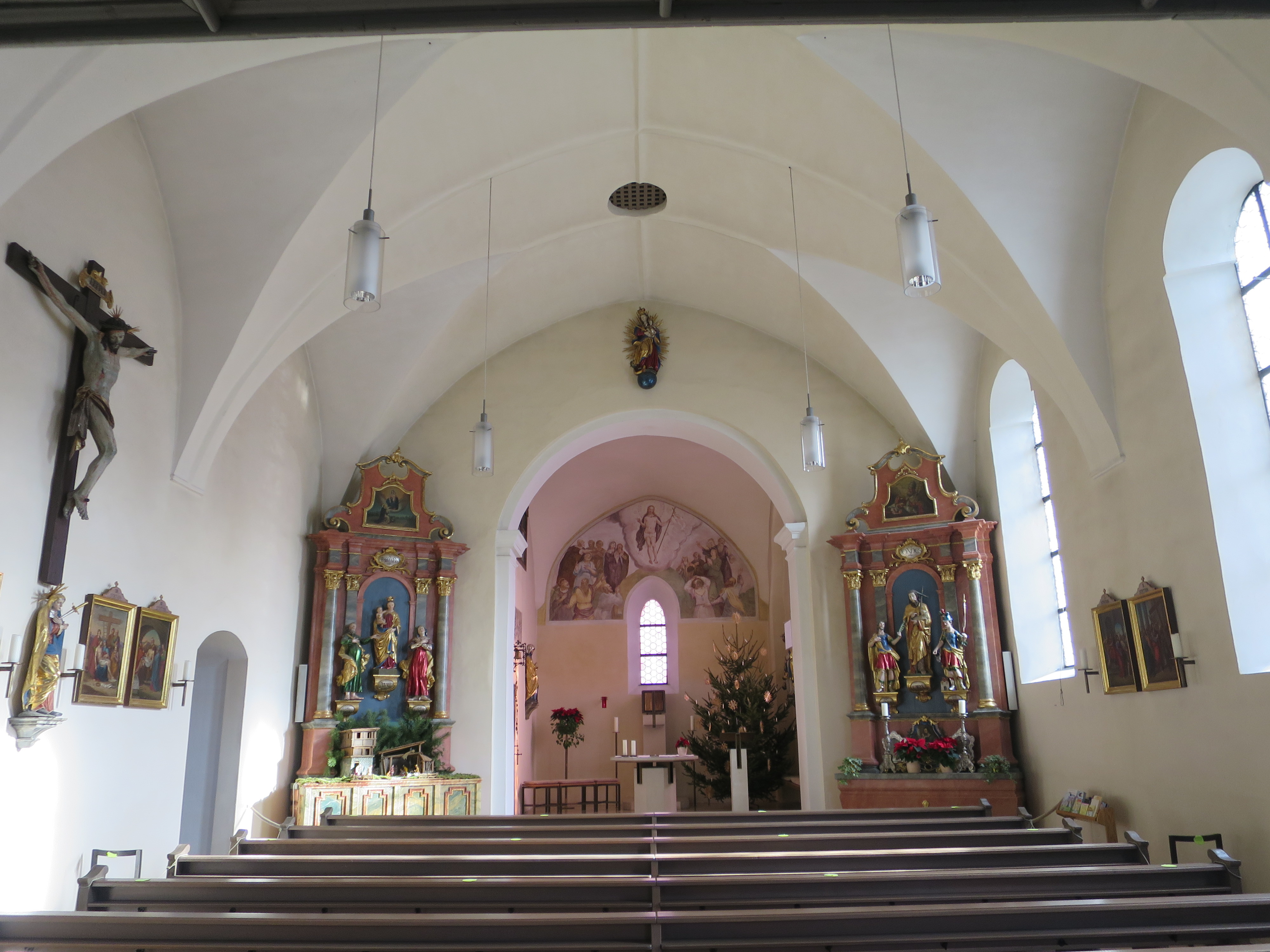
Blick zum Chor

Im Chorraum stand früher ein 1788 vom Egmatinger Bildhauer Michael Wengg geschaffener Hochaltar. Ein Brand vom 11. Februar 1864 zerstörte diesen Hochaltar bereits weniger als ein Jahrhundert später. Nach dem Brand befand sich der Oberbau eines neuromanischen Hochaltars im Chorraum. Bei Renovierungsarbeiten 1956 wurde dieser neuromanische Oberbau durch einen Rokokoaufsatz (um 1765) ersetzt. Bei der darauffolgenden Renovierung um 1978 wurde der gotische Altarstein, der wohl unter den Hochaltaroberbauen stand, vollständig erneuert. Bis zu den Renovierungsarbeiten um 2003 befand sich der erneuerte gotische Altarstein und der Rokokoaufsatz im Chorraum. Beide Teile sind nicht mehr heute vorhanden. Vor der Beseitigung des Altarsteins im Jahr 2003 entdeckte man darin einen Brief aus dem Jahr 1514. Dieser Brief erklärte, warum die Pfarrkirche den heiligen Michael im Namen trägt, näheres unter dem Untertitel Kirchenpatron St. Johann Baptist und Michael. Darüber hinaus befanden sich Knochen eines Heiligen in dem Altar, allerdings ist nicht bekannt, um wen es sich dabei handelte. Ein erklärendes Papier hierzu ist möglicherweise im Altar verwittert. Seit 2003 steht ein moderner Altar im Chorraum.
An der Ostwand hinter dem Altar ist ein gut erhaltenes Fresko, das die Himmelfahrt Christi darstellt, zu sehen.
An der Südwand des Chorraums befindet sich eine Figur des Kirchenpatrons St. Michael mit Waage und Schwert. In der schwereren Waagenschale liegt ein Mühlstein. Ein Teufel klammert sich unten an die Schale. In der leichteren Schale sitzt ein betender Mensch. Die Figur stammt vermutlich aus dem 18. Jahrhundert.
An der Nordwand des Chorraums befindet sich ein kleines Fresko und eine weitere Figur. Einige Meter über dem Boden befindet sich das Holzfenster, hinter welchem sich die Kapelle über des Sakristei befindet. Von dort konnten die Schlossherren der Hofmark Egmating privat dem Gottesdienst beiwohnen, nachdem sie die 1846 entfernte Brücke vom Schloss zu der Kapelle überquert hatten.

### Seitenaltäre

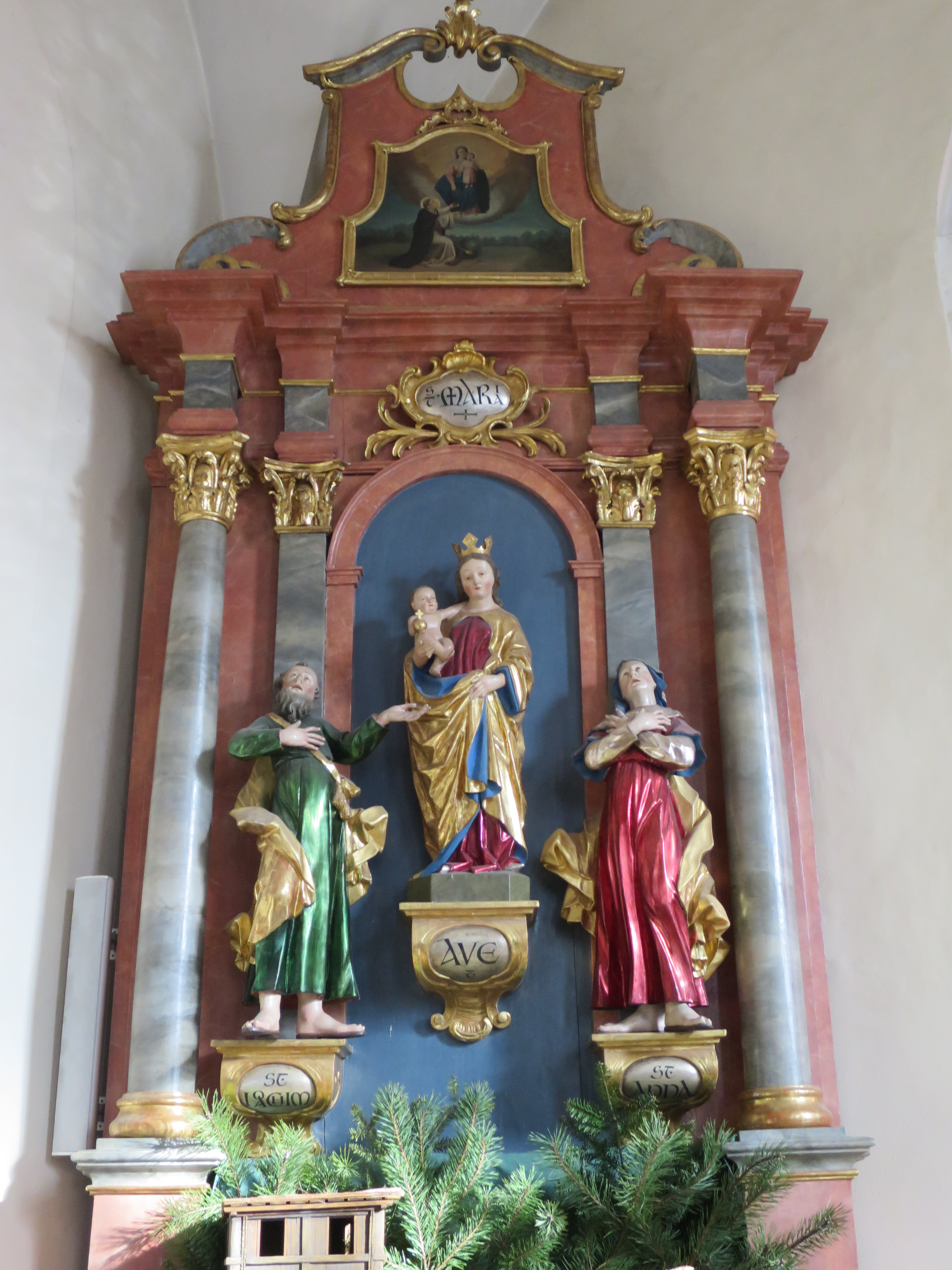
Linker Seitenaltar

Die beiden Seitenaltäre stammen aus der Barockzeit. Der linke Seitenaltar ist der heiligen Maria gewidmet. In ihm steht die 97 cm hohe spätgotische (ca. Ende des 15. Jahrhunderts) Figur der heiligen Maria mit Holzkrone und Kind auf dem Arm. Sie wird gesäumt von ihren Eltern St. Joachim und St. Anna. Über der Marienfigur ist ein Gemälde (um 1900) mit dem heiligen Dominikus, der vor einer weiten Landschaft und Maria mit dem Kind in der Himmelsöffnung kniet.
Der rechte Seitenaltar ist dem Kirchenpatron Johannes dem Täufer gewidmet. Er wird mit langen Haaren sowie Stab abgebildet und zeigt auf das Lamm, das er auf dem Arm trägt. Die 103 cm große Figur wird links vom heiligen Donatus und rechts vom heiligen Florian eingerahmt. Über der Figur des heiligen Johannes befindet sich ein Gemälde, welches die Taufe eines Königs durch den Papst zeigt (aus dem 18. Jahrhundert). Die Figuren stammen aus der Zeit der Spätgotik und des Barock. Sie befanden sich – wie auch einige andere Figuren in der Kirche – lange Zeit im Kirchenspeicher, bis die Figuren 1976–1978 renoviert und an geeigneten Plätzen in der Kirche aufgestellt wurden.

### Anbau
Im Anbau befindet sich heute eine Kapelle. Im Anbau steht auch das mittelalterliche Taufbecken. In den Wänden des Anbaus sind drei rote Marmortafeln eingearbeitet, die an Mitglieder der ehemaligen Schlossherrenfamilie erinnern.
Gegenüber der Marmortafeln steht eine „Mondsichelmadonna“, eine Marienfigurenform, die zur Zeit der Gotik beliebt war. Sie ist mit goldenem, blau gefüttertem Mantel, über rotem Kleid auf einer Mondsichel stehend sowie mit Krone und Kind abgebildet. Das Kind trägt einen goldenen Weltapfel. Die Details der Figur lassen als Schöpfer den Meister von Seeon vermuten, jedenfalls aber einen Schöpfer im Salzburger Raum um das Jahr 1440 oder 1450.

### Sonstige Ausstattung
Über dem Rundbogen zum Chorraum befindet sich unter dem Deckengewölbe eine Rokoko-Marienfigur – eine „Maria Immaculata“. Sie ist mit Strahlenkranz, Zepter, Krone und gekröntem Kind abgebildet. Die Maria steht auf einer Weltkugel, auf einer Mondsichel und auf einer in einen Apfel beißenden Schlange, was auf eine Fertigung im 17. oder 18. Jahrhundert hindeutet.
Auf der Südostseite der Kirche befindet sich eine „Schwarze Madonna“ mit barockem Tragbaldachin. Die Madonna ist mit Krone, Zepter und Kind dargestellt. Das bekleidete schwarze Kind trägt einen goldenen Weltapfel.
An der Nordwand des Langhauses befindet sich eine „Schmerzhafte-Muttergottes“-Figur. Sie ist mit einem Schwert in der Brust dargestellt.
Die zehn Bankreihen im Langhaus sind an den Seitengängen mit den alten spätbarocken Eichenwangen (um 1725) bestückt.
An der Westwand des Langhauses ist eine Empore zu finden, auf welcher sich die Orgel befindet. Eine Kanzel ist in der Pfarrkirche nicht zu finden.

## Orgel

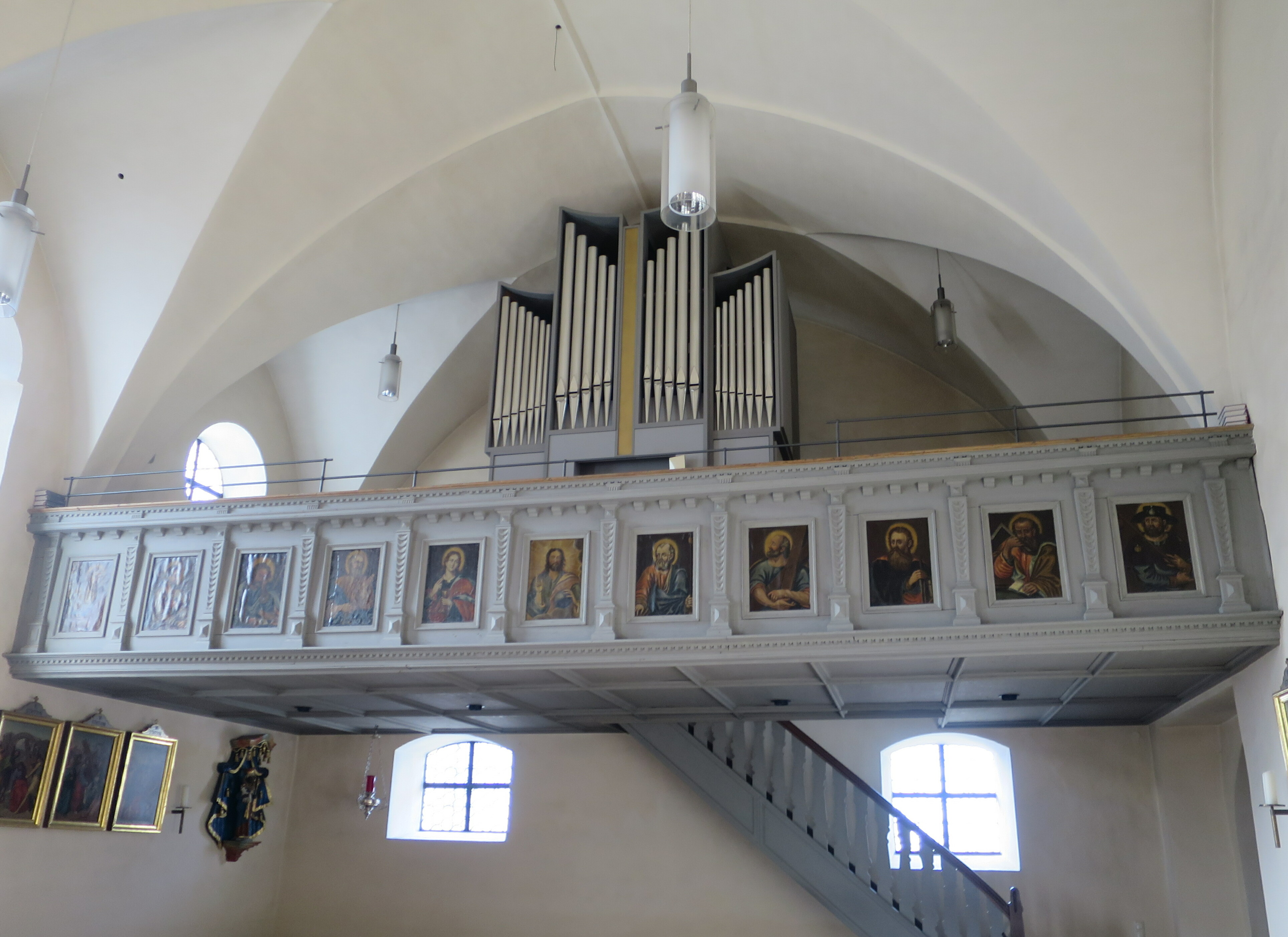
Blick zur Orgelempore

Bis zur Renovierung im Jahr 2003 befand sich eine kleine Orgel aus dem Jahr 1867 mit einem Manual, sechs Registern und Bleipfeiffen in der Kirche. Sie wurde von der Werkstätte des Münchner Orgelbauers Max Maerz gefertigt. Seit der Renovierung im Jahr 2003 befindet sich eine neue Orgel des Herstellers Eder Orgelbau aus Bruckmühl auf der Empore der Pfarrkirche. Die neue Orgel ist mit zwei Manualen und Pedal, 12 Registern, mechanischer Spiel- und Registertraktur und Wechselschleifen ausgestattet.

## Glocken
Im Kirchturm befinden sich drei Glocken. Zwei davon stammen aus der Zeit des Barock. Die älteste, die „a“-Glocke, fertigte Bernhard Ernst 1660 in München. Sie wiegt ca. 450 kg und hat einen Durchmesser von ca. 92,5 cm. Auf ihr ist ein Kruzifix und eine schmerzhafte Muttergottes mit Kind abgebildet. Die Glocke trägt die Aufschrift „PLAUDO SANCTOS, CLAUDO TONITRVO, REPELLO…“.
Die kleinste, die „h“-Glocke, stammt von Paul Kopp, wiegt ca. 300 kg, hat einen Durchmesser von ca. 79 cm und wurde 1665 ebenfalls in München gefertigt. Sie ist dem heiligen Michael gewidmet und trägt die Inschrift „SANCTUS DEVS SANCTUS FORTIS SANCTVS IMMORTALIS MISERERE NOBIS“.
Die größte der drei Glocken im Kirchturm, die „fis“-Glocke, fertigte 1952 Karl Czudnochowsky in Erding. Diese von einem Egmatinger Ehepaar nach dem Krieg gestiftete Glocke hat einen Durchmesser von ca. 106 cm, wiegt ca. 700 kg und trägt die Inschrift „KOENIGIN DES FRIEDENS / ERFLEH‘ UNS ANDAUERNDEN FRIEDEN“.